# Fanta Conté
Pour les articles homonymes, voir Conté.
Fanta Conté est une journaliste, communicante et femme politique guinéenne.
Le 12 janvier 2022, elle est nommée par décret conseillère au sein du Conseil national de la transition (CNT) de la république de Guinée en tant que personne ressource,.

## Parcours professionnels

### CNT
Lors de la sixième législature de la CEDEAO pour la période 2024-2028, elle a été désigné par l'institution parlementaire guinéenne pour la représenter.